# Richard Brodeur
Richard Brodeur, född 15 september 1952, är en kanadensisk före detta professionell ishockeymålvakt som tillbringade nio säsonger i den nordamerikanska ishockeyligan National Hockey League (NHL), där han spelade för ishockeyorganisationerna New York Islanders, Vancouver Canucks och Hartford Whalers. Han släppte in i genomsnitt 3,58 mål per match och höll nollan (inte släppt in ett mål under en match) sex gånger på 385 grundspelsmatcher. Brodeur spelade också för Quebec Nordiques i World Hockey Association (WHA) och på lägre nivåer för Fredericton Express och Binghamton Whalers i American Hockey League (AHL), Indianapolis Checkers i Central Hockey League (CHL) och Maple Leafs de Verdun och Cornwall Royals i Ligue de hockey junior majeur du Québec (LHJMQ).
Han draftades i sjunde rundan i 1972 års draft av New York Islanders som 97:e spelare totalt.